# Yangelʹ
Yangelʹ ist ein Einschlagkrater auf der Mondvorderseite, zwischen Mare Vaporum und Lacus Felicitatis, südöstlich des Kraters Conon.
Der Krater wurde 1973 von der IAU nach dem russischen Raketeningenieur Michail Kusmitsch Jangel offiziell benannt.